# チュクチ語派
チュクチ語派（チュクチごは、Chukotkan languages）はチュクチ・カムチャッカ語族の一部をなす方言群である。ロシアの極東北端に位置する二つの自治地域で話されており、東は太平洋、北は北極に接している。

1930年代にチュクチ語を指すために用いられた「Luorawetlan（Luoravetlan）」という呼称は、実際にはチュクチとコリャーク両民族の民族名に基づいている。

## 下位言語
- チュクチ語：チュクチ自治地区内で話される。
- コリャーク語（Nymlanとも）：カムチャッカ地方のコリャーク自治地区で話される。主要方言はチャヴチュヴァン方言。
- アリュートル語：Koryakiaで話される。
- ケレク語：チュコトカの南海岸沿いで話されていた。2005年に最後の話者が死亡し消滅した。民族集団もチュクチに同化した。

伝統的には、チュクチ語派はチュクチ語とコリャーク語の二言語と考えられてきた。これは、チュクチ民族とコリャーク民族の間に明確な民族的区分があったためである。しかし、チュクチやコリャークの民族が話すケレク語やアリュート語の方言は、チュクチ語やコリャーク語からの差異と同程度に互いにも異なっている。そのため、現在チュクチ語派は一般的に四言語として分類されるが、方言差が大きい一つの言語と考えることも可能である。

## Bibliography
- Comrie, Bernard. 1981, The Languages of the Soviet Union. Cambridge University Press.
- Fortescue, Michael. 1998. Language Relations Across Bering Strait. London: Cassell & Co.
- Fortescue, Michael. 2005. Comparative Chukotko–Kamchatkan Dictionary. Trends in Linguistics 23. Berlin: Mouton de Gruyter.